# Ugovor o Antarktici
Ugovor o Antarktici i povezani sporazumi, zajednički nazvani Sustav antarktičkog ugovora (engl. Antarctic Treaty System), reguliraju međunarodne odnose vezane za Antarktiku, jedini nenaseljeni kontinent na Zemlji. Za potrebe ugovornog sustava, Antarktika je definirana kao cjelokupno kopno i sve ledene ploče južno od 60°. Povelju je potpisalo 46 zemalja, uključujući i Sovjetski Savez i Sjedinjene Američke Države. Poveljom je na Antarktici zabranjena vojna aktivnost i dopuštena znanstvena istraživanja. Ovo je prvi sporazum o kontroli naoružanja potpisan tijekom hladnog rata.
Glavni ugovor otvoren je za potpisivanje 1. prosinca 1959. godine, a stupio je na snagu 23. lipnja 1961. Izvorne potpisnice bile su 12 država aktivnih na Antarktici tijekom Međunarodne geofizičke godine (engl. International Geophysical Year) 1957. – 58., a koje su prihvatle poziv SAD-a da pristupe konferenciji na kojoj su vođeni pregovori o ugovoru. To su bile Argentina, Australija, Belgija, Čile, Francuska, Japan, Novi Zeland, Norveška, Južna Afrika, SSSR, Ujedinjeno Kraljevstvo i SAD.
Konzultativni sastanci Antarktičkog ugovora (engl. Antarctic Treaty Consultative Meetings) održavaju se godišnje kao međunarodni forum za upravljanje ovim područjem. Samo 28 država od 46 država stranaka ima pravo odlučivanja na ovim sastancima. Na ovim sastancima doneseno je oko 200 preporuka (sporazuma) koje su ratificirale vlade država stranaka. Zajedno s glavnim ugovorom, ovi sporazumi zajedno čine sustav ugovora.